# Ruth Davidson
Ruth Elizabeth Davidson, Baronessa Davidson (Edimburgo, 10 novembre 1978) è una giornalista e politica britannica, membro dei Conservatori Scozzesi. Deputata al Parlamento scozzese dal 2011, dal 4 novembre 2011 al 29 agosto 2019, è stata presidente della sezione scozzese del suo partito..

## Biografia

### Studi e lavoro
Dopo la scuola, Davidson ha studiato all'Università di Edimburgo e all'Università di Glasgow. Successivamente ha fatto l'insegnante per alcuni anni. Dopo ha deciso di diventare documentarista e giornalista per l'emittente televisiva britannica BBC Scozia e si è impegnata in politica divenendo un membro dei Conservatori Scozzesi.

### Parlamentare e guida dei Tories scozzesi

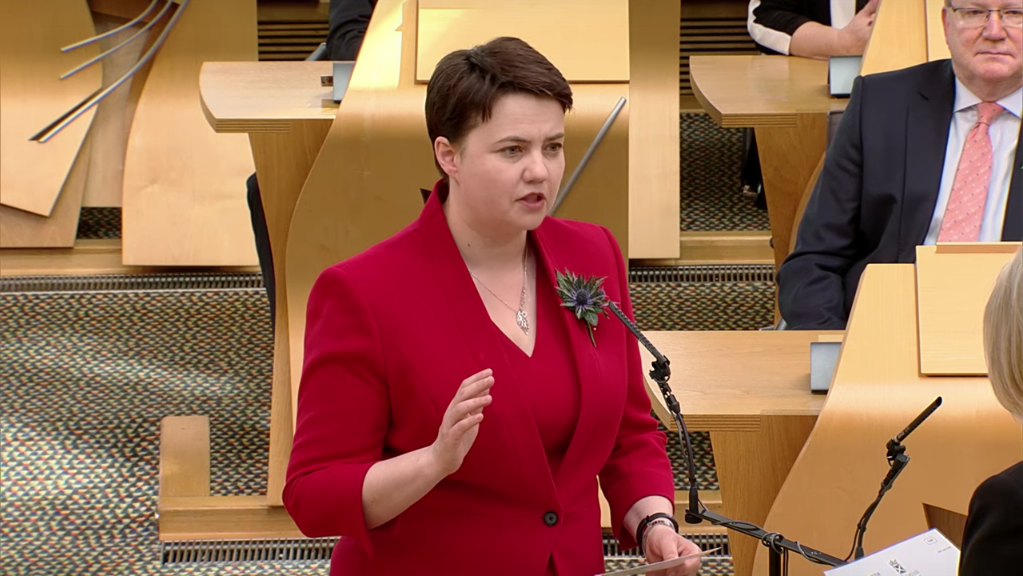
Ruth Davidson durante il giuramento parlamentare nel 2016.

Come successore di Bill Aitken, è riuscita ad essere eletta al Parlamento scozzese, nel maggio 2011, come candidata per la regione elettorale di Glasgow. Nel novembre 2011, è stata eletta come successore di Annabel Goldie alla presidenza dei Conservatori Scozzesi. Con la sua compagna, vive nel quartiere Partick di Glasgow. Alle elezioni generali in Scozia del 5 maggio 2016, i conservatori sotto la sua guida hanno ottenuto il miglior risultato in tutte le precedenti elezioni parlamentari scozzesi con il 22,9% dei voti e sono diventati il secondo partito, posizionandosi prima del Partito Laburista Scozzese.

### Contro la Brexit e dimissioni da leader del partito
Prima del referendum sulla permanenza del Regno Unito nell'Unione europea, noto anche come referendum sulla Brexit, ha fatto una campagna contro la stessa. La sua apparizione in un dibattito televisivo la sera prima del giorno del voto, è considerata la sua prima apparizione a livello nazionale.
A causa delle divergenze di opinione con il nuovo primo ministro e leader dei conservatori, Boris Johnson, il 29 agosto 2019 ha rassegnato le sue dimissioni dalla presidenza dei conservatori scozzesi.

## Vita privata
Ruth Davidson vive apertamente la sua omosessualità.
Nell'aprile 2018, ha annunciato che stava aspettando il suo primo figlio. Suo figlio è nato nell'ottobre 2018.